# 垣田裕暉
垣田 裕暉（かきた ゆうき、1997年7月14日 - ）は、群馬県邑楽郡板倉町出身のプロサッカー選手。Jリーグ・柏レイソル所属。ポジションはフォワード（FW）。日本代表。
父は元鹿島アントラーズ選手の垣田健。

## 来歴

### プロ入り前
鹿島アントラーズの下部組織出身で、ジュニアユースから入団。2015年10月、町田浩樹、平戸太貴、田中稔也と共にトップチームに昇格することが発表された。

### 鹿島アントラーズ
2016年、鹿島アントラーズの下部組織を経てトップチームに昇格。5月25日のナビスコカップGS第6節・ジュビロ磐田戦でプロデビュー。7月13日の2ndステージ第3節・名古屋グランパス戦でJ1リーグ初先発初出場を果たした。

### ツエーゲン金沢
2016年12月28日、ツエーゲン金沢に期限付き移籍で加入することが発表された。
金沢では主にサブのメンバーとしてリーグ戦32試合に出場。8月11日、第27節のモンテディオ山形戦でプロ初得点を決めた。また、10月29日の第39節・レノファ山口FC戦では試合終了間際にヘディングで決勝点を決め、金沢のJ2残留に貢献。12月14日、レンタル期間を1年延長することが発表された。
2018年3月25日の第6節・FC町田ゼルビア戦でシーズン初得点を決めた。9月24日の第34節・モンテディオ山形戦ではチームトップタイとなる得点を決めて勝利に貢献した。シーズン終了後にレンタルを1年延長した。

### 徳島ヴォルティス
2019年12月26日、徳島ヴォルティスに期限付き移籍にて加入することが発表された。2020年シーズンはチームトップ・得点ランク3位の17ゴールを決め、クラブの7年ぶりJ1昇格に大きく貢献した。

### サガン鳥栖
2022年シーズンはサガン鳥栖に期限付き移籍。サガン鳥栖では28試合で6得点の活躍をみせた。

### 鹿島アントラーズ復帰
2022年12月25日、鹿島アントラーズへの復帰が発表された。6年ぶりの復帰となる。2023年4月23日、アルビレックス新潟戦で鹿島での初ゴールを決めた。この年は29試合に出場し、4ゴールを記録した。
しかし翌年の2024年、新たに監督に就任したランコ・ポポヴィッチが1トップを使用し、鈴木優磨がFWの主軸を担ったため、出場機会が大幅に減少。4試合の出場にとどまった。

### 柏レイソル
2024年7月4日、柏レイソルへ完全移籍で加入することが発表された。

### 代表
2016年5月18日、SUWON JS CUP 第1戦 vs U-19フランス代表戦にU-19日本代表の一員としてスターティングメンバーで出場。試合は敗れたものの前半39分にゴールを奪いU-19フランス代表から唯一の得点を挙げた。

## プレースタイル
身長187cmの大型FW。走力に優れ、スペースへの抜け出しを繰り返し、ボールを失ってもスピードを緩めずに前線から激しいプレッシングを行う。又、鹿島OBである父親から基礎練習を指導され、大型選手でありながら足下の技術も安定しているのが特長である。長身を活かしてハイボールを胸で落としヘディングで競り勝つ高さ、DFを背負った状況で引きずるように豪快なドリブルでスペースにボールを運ぶ強さも併せ持っている。
2023年シーズン第9節新潟戦で決めたゴールを元イタリア代表トッティから「プレステみたいなゴールだ」と称賛された。

## 所属クラブ
- 2010年 - 2012年 鹿島アントラーズジュニアユース
- 2013年 - 2015年 鹿島アントラーズユース
- 2016年 - 2024年7月  鹿島アントラーズ
  - 2017年 - 2019年  ツエーゲン金沢（期限付き移籍）
  - 2020年 - 2021年  徳島ヴォルティス（期限付き移籍）
  - 2022年  サガン鳥栖（期限付き移籍）
- 2024年7月 -  柏レイソル

## 個人成績
| 国内大会個人成績 | 国内大会個人成績 | 国内大会個人成績 | 国内大会個人成績 | 国内大会個人成績 | 国内大会個人成績 | 国内大会個人成績 | 国内大会個人成績 | 国内大会個人成績 | 国内大会個人成績 | 国内大会個人成績 | 国内大会個人成績 |
| 年度             | クラブ           | 背番号           | リーグ           | リーグ戦         | リーグ戦         | リーグ杯         | リーグ杯         | オープン杯       | オープン杯       | 期間通算         | 期間通算         |
| 年度             | クラブ           | 背番号           | リーグ           | 出場             | 得点             | 出場             | 得点             | 出場             | 得点             | 出場             | 得点             |
| 日本             | 日本             | 日本             | 日本             | リーグ戦         | リーグ戦         | リーグ杯         | リーグ杯         | 天皇杯           | 天皇杯           | 期間通算         | 期間通算         |
| ---------------- | ---------------- | ---------------- | ---------------- | ---------------- | ---------------- | ---------------- | ---------------- | ---------------- | ---------------- | ---------------- | ---------------- |
| 2016             | 鹿島             | 37               | J1               | 3                | 0                | 2                | 0                | 0                | 0                | 5                | 0                |
| 2017             | 金沢             | 19               | J2               | 32               | 3                | -                | -                | 2                | 0                | 34               | 3                |
| 2018             | 金沢             | 19               | J2               | 38               | 9                | -                | -                | 2                | 1                | 40               | 10               |
| 2019             | 金沢             | 10               | J2               | 35               | 8                | -                | -                | 1                | 0                | 36               | 8                |
| 2020             | 徳島             | 19               | J2               | 42               | 17               | -                | -                | 2                | 0                | 44               | 17               |
| 2021             | 徳島             | 19               | J1               | 36               | 8                | 2                | 0                | 1                | 0                | 39               | 8                |
| 2022             | 鳥栖             | 19               | J1               | 28               | 6                | 3                | 0                | 3                | 1                | 34               | 7                |
| 2023             | 鹿島             | 37               | J1               | 29               | 4                | 4                | 0                | 1                | 1                | 34               | 5                |
| 2024             | 鹿島             | 37               | J1               | 4                | 0                | 2                | 0                | 0                | 0                | 6                | 0                |
| 2024             | 柏               | 18               | J1               | 13               | 1                | -                | -                | 1                | 0                | 14               | 1                |
| 2025             | 柏               | 18               | J1               |                  |                  |                  |                  |                  |                  |                  |                  |
| 通算             | 日本             | 日本             | J1               | 113              | 19               | 13               | 0                | 6                | 2                | 132              | 21               |
| 通算             | 日本             | 日本             | J2               | 147              | 37               | -                | -                | 7                | 1                | 154              | 38               |
| 総通算           | 総通算           | 総通算           | 総通算           | 260              | 56               | 13               | 0                | 13               | 3                | 286              | 59               |

| 国際大会個人成績 | 国際大会個人成績 | 国際大会個人成績 | 国際大会個人成績 | 国際大会個人成績 | FIFA      | FIFA      |
| 年度             | クラブ           | 背番号           | 出場             | 得点             | 出場      | 得点      |
| AFC              | AFC              | AFC              | ACL              | ACL              | クラブW杯 | クラブW杯 |
| ---------------- | ---------------- | ---------------- | ---------------- | ---------------- | --------- | --------- |
| 2016             | 鹿島             | 37               | -                | -                | 0         | 0         |
| 通算             | AFC              | AFC              | -                | -                | 0         | 0         |

出場歴
- 公式戦初出場 - 2016年5月25日 ナビスコカップGS第6節 対ジュビロ磐田（カシマサッカースタジアム）
- J1リーグ初出場 - 2016年7月13日 J1 2nd第3節 対名古屋グランパス（カシマサッカースタジアム）
- Jリーグ初得点 - 2017年8月11日 J2 第27節 対モンテディオ山形（NDソフトスタジアム山形）

## タイトル

### クラブ
鹿島アントラーズユース
- Jユースカップ：2014年
- アジア・チャンピオンズ・トロフィー：2015年
- 高円宮杯U-18プレミアリーグ EAST：2015年
- 高円宮杯U-18サッカーリーグ チャンピオンシップ：2015年

鹿島アントラーズ
- J1リーグ：1回（2016年）
- 天皇杯全日本サッカー選手権大会：1回（2016年）

徳島ヴォルティス
- J2リーグ：1回（2020年）

### 代表
- EAFF E-1サッカー選手権：1回（2025）

## 代表歴
- U-17日本代表
  - UAE Junior Friendly Tournament（2013年）
- U-19日本代表
  - バーレーンU-19カップ（2016年）
  - 水原JSカップ U-19国際ユースサッカー大会（2016年）
  - Panda Cup（2016年）
  - NTC招待大会（2016年）
- 日本代表
  - EAFF E-1サッカー選手権（2025年）

### 試合数
- 国際Aマッチ 2試合 0得点（2025年 - ）

| 日本代表 | 国際Aマッチ | 国際Aマッチ |
| 年       | 出場        | 得点        |
| -------- | ----------- | ----------- |
| 2025     | 2           | 0           |
| 通算     | 2           | 0           |

### 出場
| No. | 開催日        | 開催都市 | スタジアム         | 対戦国 | 結果 | 監督   | 大会                       |
| --- | ------------- | -------- | ------------------ | ------ | ---- | ------ | -------------------------- |
| 1.  | 2025年7月8日  | 龍仁     | 龍仁ミルスタジアム | 香港   | ○6-1 | 森保一 | EAFF E-1サッカー選手権2025 |
| 2.  | 2025年7月15日 | 龍仁     | 龍仁ミルスタジアム | 韓国   | ○1-0 | 森保一 | EAFF E-1サッカー選手権2025 |